# Ortrud Abeking
Ortrud Elly Abeking (* 4. Juli 1904 in Berlin; † 5. Juni 1977 in Torrevieja, Spanien) war eine deutsche Schauspielerin und Malerin.

## Leben
Ortrud Abeking wurde 1904 als Tochter des Maler-Ehepaars Hermann und Elly Abeking in Berlin geboren. Schon seit ihrer Kindheit hatte sie ein besonderes Interesse am Schauspiel wie auch an der Malerei. Nach dem Besuch der Schauspielschule in Berlin war sie für mehrere Jahre Mitglied im Ensemble der Volksbühne, dem Theater am Bülowplatz. Hier wirkte sie in verschiedensten Rollen in den Werken namhafter Autoren.
Parallel zu ihrer schauspielerischen Arbeit begann sie um 1925, sich intensiver mit dem Malen zu beschäftigen. Hierzu betrieb sie Malerei- und Grafikstudien in Berlin. Die Familie besaß ab 1904 als Sommerresidenz die Büdnereien 14/15 in Althagen (heute zu Ahrenshoop) auf dem Fischland. Hier pflegte die Familie einen großen Freundeskreis, zu dem unter anderem George Grosz zählte. Die Sommeraufenthalte an der Ostsee nutzte auch sie zum Malen, so etwa für Porträts und Landschaftsskizzen. Ab 1946 war sie Mitglied im Berufsverband Bildender Künstler Berlins. Von August bis Oktober 1951 weilte sie letztmals in Ahrenshoop zum Malen.
Nicht nur Ortrud Abeking entstammte dieser Künstlerfamilie, auch ihr Bruder Thomas (1909–1986) war als Architekt, aber hauptsächlich als Grafiker und Illustrator tätig.

## Werke (Auswahl)
Als Schauspielerin
Berliner Volksbühne – Theater am Bülowplatz
- Mein Leopold. Volksstück von Adolph L’Arronge. Regie: Heinz Hilpert, 1923[4]
- Der abtrünnige Zar. Drama von Carl Hauptmann – die zweite Zarentochter
- Die heilige Johanna nach Shaw
- Gretchen in Faust nach Goethe
- Puck in Ein Sommernachtstraum nach Shakespeare[3]

Als Malerin
- In Althagen, 1933[5]
- Büdnerei Althagen, 1935[6]
- Weiden am Saaler Bodden, 1940[5][6]
- Selbst am Fenster, 1940[5]
- Zeesboote auf dem Bodden, 1945
- Sonnenbaden in den Dünen I, 1951[6]
- Sonnenbaden in den Dünen II, 1951[5]
- Sonniger Morgen, 1959[5]